# Rada zakładowa (Niemcy)
Rada zakładowa (niem. Betriebsrat) – organ powołany w Niemczech do reprezentacji interesów pracowniczych w zakładach przedsiębiorstw prywatnoprawnych, wyłaniany w demokratycznych wyborach. Rada zakładowa ma prawo do udziału w podejmowaniu decyzji w sprawach socjalnych, personalnych i gospodarczych i w tym zakresie dba o przestrzeganie przepisów obowiązujących na korzyść pracowników, o ich równe traktowanie itp. Zawiera z pracodawcą porozumienia zakładowe regulujące wzajemny rozkład interesów (np. plan socjalny w sprawie złagodzenia uszczerbków odniesionych przez pracowników w wyniku restrukturyzacji zakładu). Relacjami rady z pracodawcą rządzi zasada wzajemnego zaufania wykluczająca konflikt (np. strajk, lokaut).

## Organizacja
Rady zakładowe tworzone są w zakładach zatrudniających przynajmniej 5 osób. Ponadto na poziomie przedsiębiorstw, których przynajmniej dwa zakłady mają radę, powstają obligatoryjnie wspólne rady zakładowe. Oprócz tego na poziomie koncernu złożonego z przedsiębiorstwa dominującego i zależnego może być powołana rada zakładowa koncernu, mocą decyzji wspólnych rad zakładowych przedsiębiorstw, które zatrudniają ponad 50 procent pracowników koncernu. Rada na poziomie przedsiębiorstwa i koncernu składa się z członków delegowanych odpowiednio przez rady w zakładach i rady przedsiębiorstw, tylko na poziomie zakładu rada pochodzi z wyboru całej załogi.
Każda rada jest właściwa wyłącznie w sprawach dotyczących jednostki, dla której została utworzona.

## Wybory
Rady w zakładach są wybierane na 4-letnią kadencję. Czynne prawo wyborcze mają pracownicy, którzy ukończyli 18 lat, bierne prawo wyborcze - zatrudnieni z 6-miesięcznym stażem pracy w danym zakładzie lub w innych zakładach tego samego przedsiębiorstwa lub koncernu posiadający czynne prawo wyborcze.

### Podstawowa literatura
- Stefan Edenfeld, Recht der Arbeitnehmermitbestimmung. Betriebsverfassung, Personalvertretungsrecht, Unternehmensmitbestimmung, C. F. Müller Verlag, Heidelberg 2003, ISBN 3-8114-1826-2
- Wolfgang Hromadka, Frank Maschmann, Arbeitsrecht Band 2. Kollektivarbeitsrecht und Arbeitsstreitigkeiten, Springer-Verlag, Berlin-Heidelberg-New York 2004, ISBN 3-540-20919-0
- Manfred Löwisch, Arbeitsrecht, wyd. 7., neubearb. Aufl, Düsseldorf: Werner Verlag, 2004, ISBN 3-8041-4755-0, OCLC 76646902. Brak numerów stron w książce
- Jerzy Wratny, Porozumienie zakładowe. Stan obecny w Polsce, doświadczenia niemieckie, wnioski de lege ferenda, Warszawa: IPiSS, 1999, ISBN 83-87890-12-X, OCLC 749364954. Brak numerów stron w książce

### Komentarze
- Wolfgang Däubler, Michael Kittner, Thomas Klebe (red.), Betriebsverfassungsgesetz mit Wahlordnung und EBR-Gesetz. Kommentar für die Praxis, Bund-Verlag, Frankfurt am Main 2006, ISBN 3-7663-2547-7
- Karl Fitting, Gerd Engels, Ingrid Schmidt, Yvonne Trebinger, Wolfgang Linsenmaier (red.), Betriebsverfassungsgesetz mit Wahlordnung, Verlag Franz Vahlen, München 2006, ISBN 3-8006-3275-6
- Reinhard Richardi (red.), Betriebsverfassungsgesetz mit Wahlordnung, Verlag C. H. Beck, München 2006, ISBN 3-406-53844-4
- Otfried Wlotzke, Ulrich Preis (red.), Betriebsverfassungsgesetz (BetrVG). Kommentar, Verlag C. H. Beck, München 2006, ISBN 3-406-51648-3